# Chéry-lès-Pouilly
Chéry-lès-Pouilly és un municipi francès situat al departament de l'Aisne i a la regió dels Alts de França. L'any 2007 tenia 660 habitants.

## Demografia

### Població
El 2007 la població de fet de Chéry-lès-Pouilly era de 660 persones. Hi havia 258 famílies de les quals 60 eren unipersonals (32 homes vivint sols i 28 dones vivint soles), 81 parelles sense fills, 101 parelles amb fills i 16 famílies monoparentals amb fills.
La població ha evolucionat segons el següent gràfic:
Habitants censats

### Habitatges
El 2007 hi havia 276 habitatges, 262 eren l'habitatge principal de la família, 5 eren segones residències i 9 estaven desocupats. Tots els 275 habitatges eren cases. Dels 262 habitatges principals, 219 estaven ocupats pels seus propietaris, 34 estaven llogats i ocupats pels llogaters i 8 estaven cedits a títol gratuït; 3 tenien una cambra, 8 en tenien dues, 39 en tenien tres, 88 en tenien quatre i 123 en tenien cinc o més. 172 habitatges disposaven pel capbaix d'una plaça de pàrquing. A 112 habitatges hi havia un automòbil i a 118 n'hi havia dos o més.

### Piràmide de població
La piràmide de població per edats i sexe el 2009 era:
| Homes | Edats   | Dones |
| ----- | ------- | ----- |
| 0     | 95 o +  | 0     |
| 0     | 90 a 94 | 4     |
| 4     | 85 a 89 | 4     |
| 8     | 80 a 84 | 4     |
| 16    | 75 a 79 | 16    |
| 4     | 70 a 74 | 12    |
| 8     | 65 a 69 | 12    |
| 20    | 60 a 64 | 16    |
| 8     | 55 a 59 | 12    |
| 20    | 50 a 54 | 20    |
| 32    | 45 a 49 | 20    |
| 16    | 40 a 44 | 32    |
| 40    | 35 a 39 | 28    |
| 12    | 30 a 34 | 24    |
| 32    | 25 a 29 | 12    |
| 16    | 20 a 24 | 20    |
| 36    | 15 a 19 | 8     |
| 28    | 10 a 14 | 24    |
| 28    | 5 a 9   | 20    |
| 16    | 0 a 4   | 32    |

## Economia
El 2007 la població en edat de treballar era de 427 persones, 317 eren actives i 110 eren inactives. De les 317 persones actives 281 estaven ocupades (149 homes i 132 dones) i 35 estaven aturades (22 homes i 13 dones). De les 110 persones inactives 31 estaven jubilades, 37 estaven estudiant i 42 estaven classificades com a «altres inactius».

### Ingressos
El 2009 a Chéry-lès-Pouilly hi havia 268 unitats fiscals que integraven 702,5 persones, la mediana anual d'ingressos fiscals per persona era de 17.890 €.

### Activitats econòmiques
Dels 8 establiments que hi havia el 2007, 1 era d'una empresa de fabricació d'altres productes industrials, 2 d'empreses de construcció, 1 d'una empresa de comerç i reparació d'automòbils, 1 d'una empresa d'hostatgeria i restauració, 1 d'una empresa de serveis, 1 d'una entitat de l'administració pública i 1 d'una empresa classificada com a «altres activitats de serveis».
Dels 2 establiments de servei als particulars que hi havia el 2009, 1 era una lampisteria i 1 perruqueria.
L'any 2000 a Chéry-lès-Pouilly hi havia 8 explotacions agrícoles.

## Equipaments sanitaris i escolars
El 2009 hi havia una escola elemental.

## Poblacions més properes
El següent diagrama mostra les poblacions més properes.